# Castelul Pogány din Păclișa

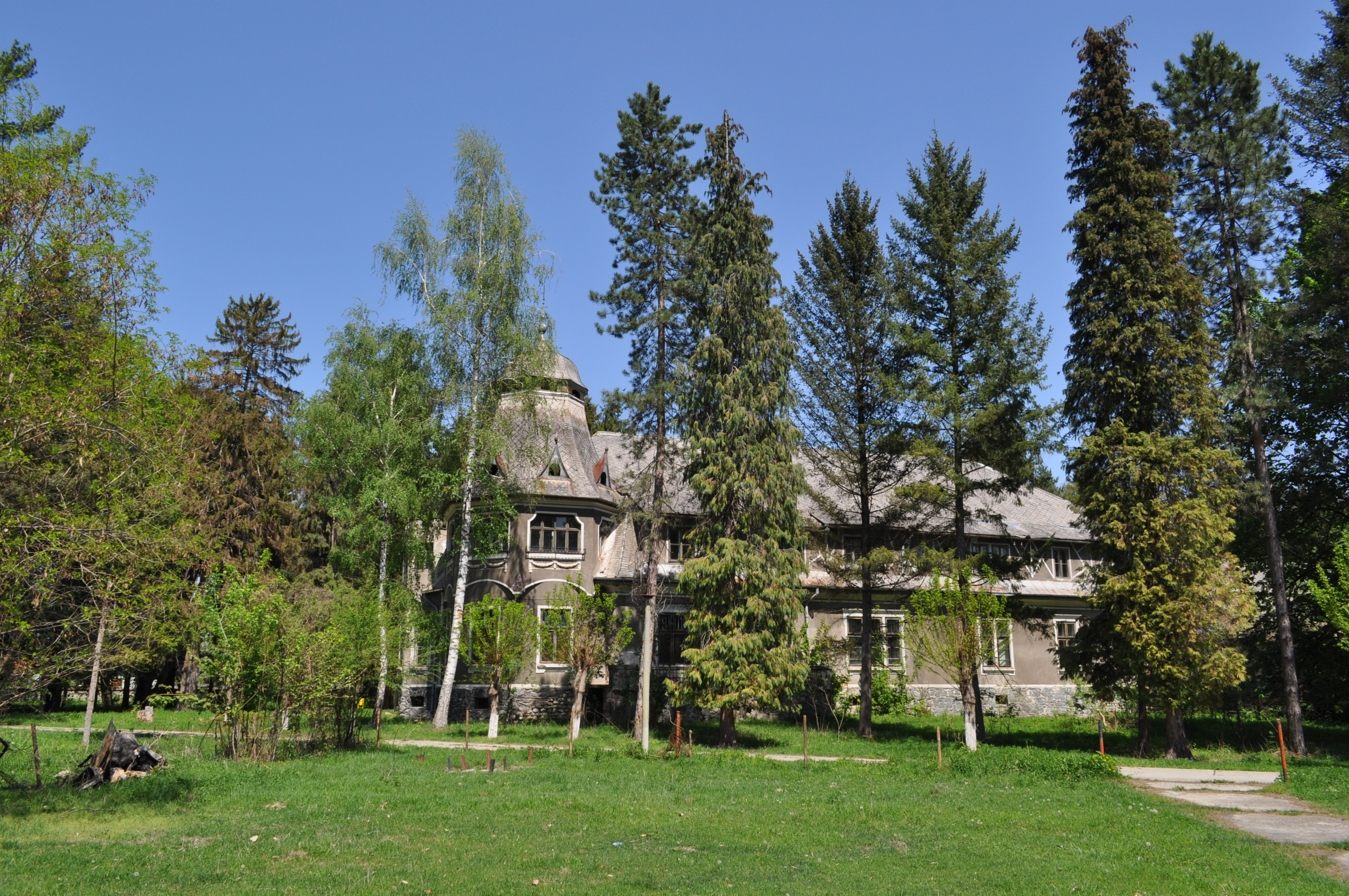
Castelul Pogány din Păclișa, județul Hunedoara foto: mai 2012.

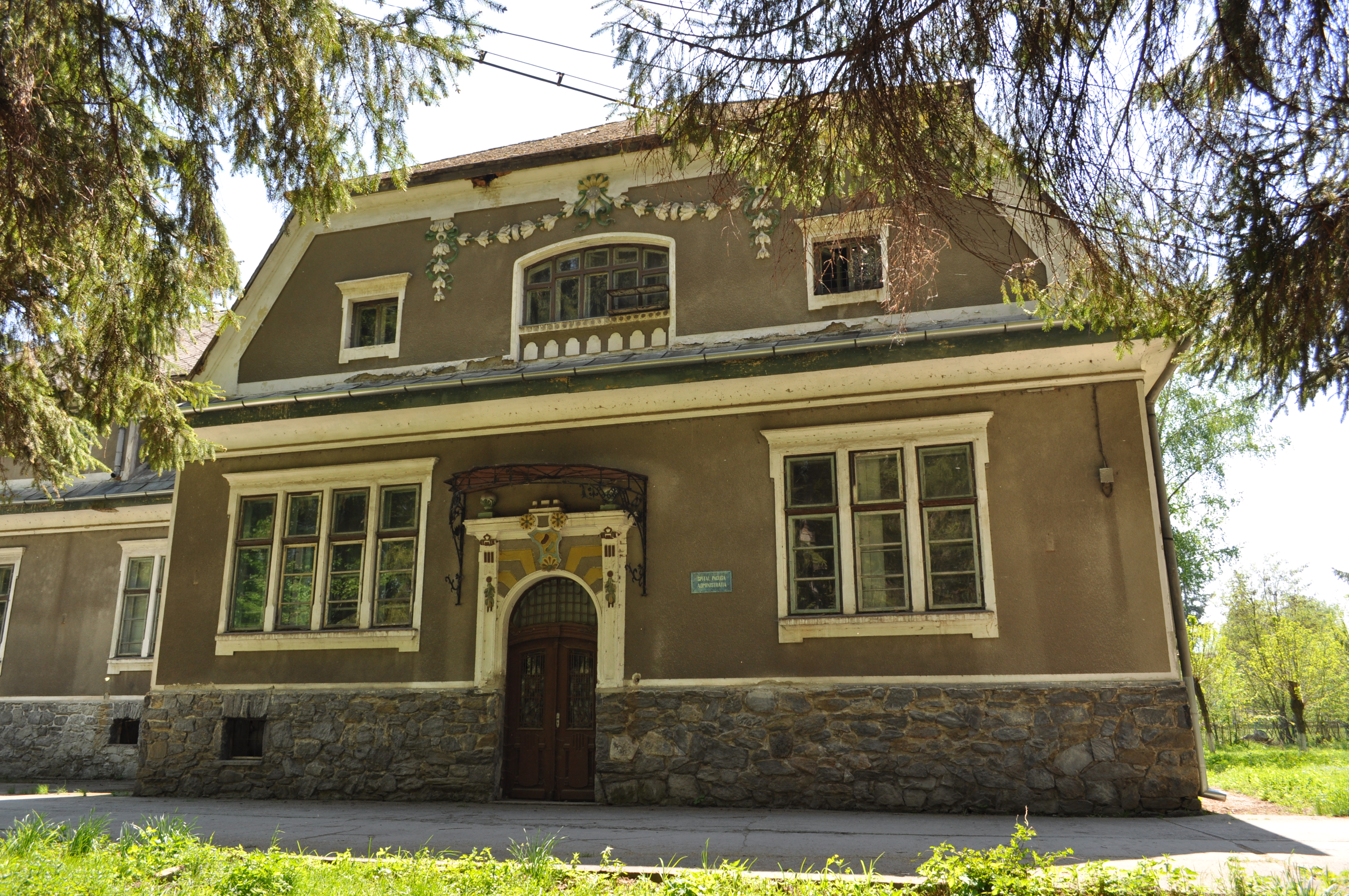
Castelul Pogány din Păclișa, județul Hunedoara foto: mai 2012.

Castelul Pogány din Păclișa, județul Hunedoara a fost construit, în stil baroc, în jurul anului 1800. Figurează, împreună cu parcul proprietății, pe noua listă a monumentelor istorice sub codul LMI:  HD-II-a-A-03402. 

## Istoric și trăsături
Castelul Pogány din Păclișa, județul Hunedoara, se află la aproximativ 15 km de Parcul Național Retezat, și la 6 km de Hațeg. Castelul, construit la începutul secolului al XIX-lea, este dispus pe două niveluri și conține 22 de camere. Edificiul este înconjurat de un parc, străbătut de un pârâu, cu alei pentru plimbări. Fiind construit în secolul al XIX-lea, clădirea se încadrează în stilul baroc.
După cel de-al doilea război mondial, castelul a fost ocupat de armata rusă care a construit în incinta acestuia o cazarmă pentru soldați. În prezent ansamblul găzduiește Spitalul de Neuropsihiatrie Infantilă ”Dr. V. Ilea”, castelul fiind folosit de spital ca și sediu de administrație.
Unele lucrări de reabilitare au fost efectuate la începutul anilor 90, iar începând cu 2001, o nouă serie de lucrări au fost demarate.
În prezent a fost cumpărat și se află în restaurare.

## Imagini

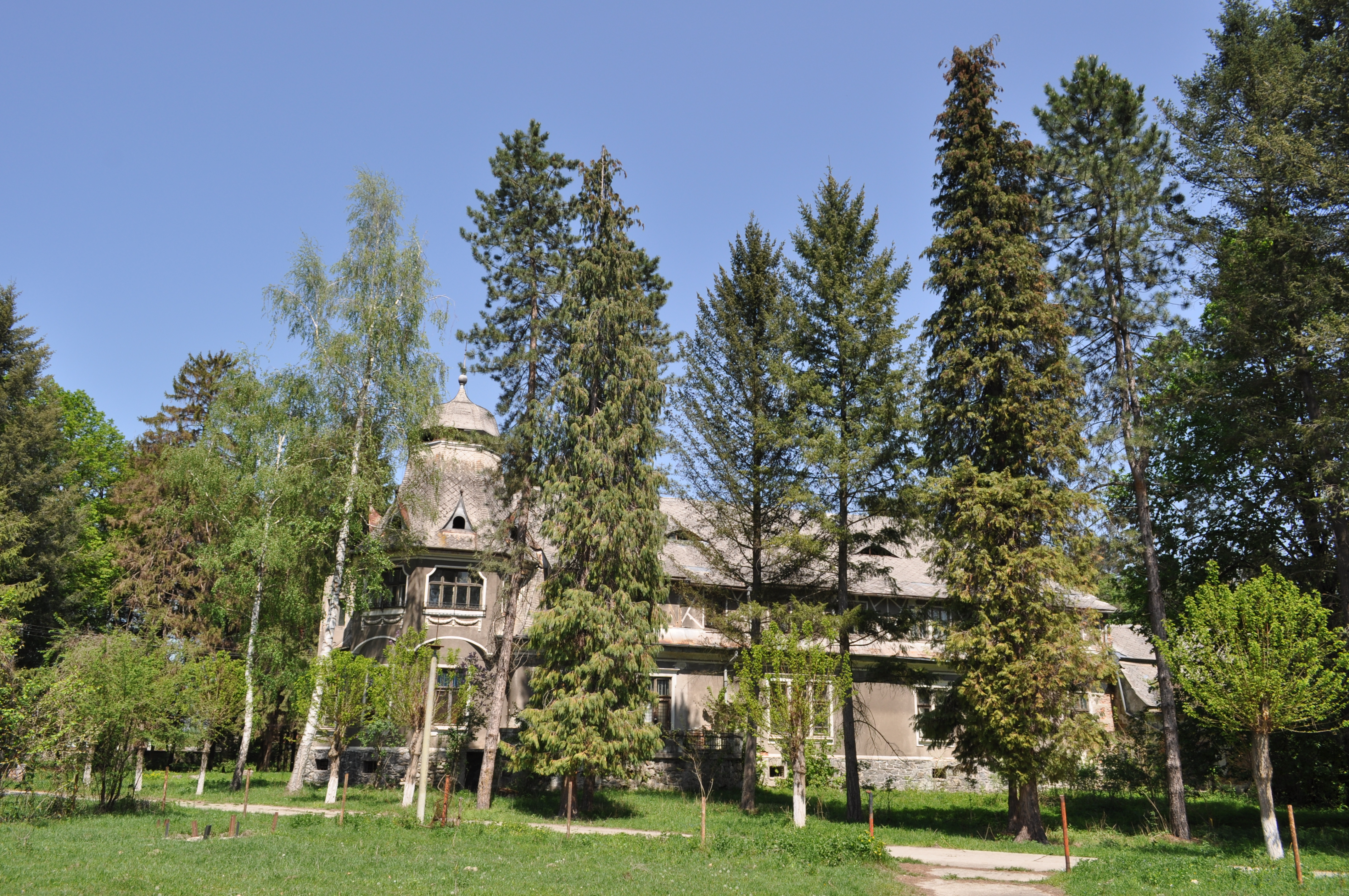
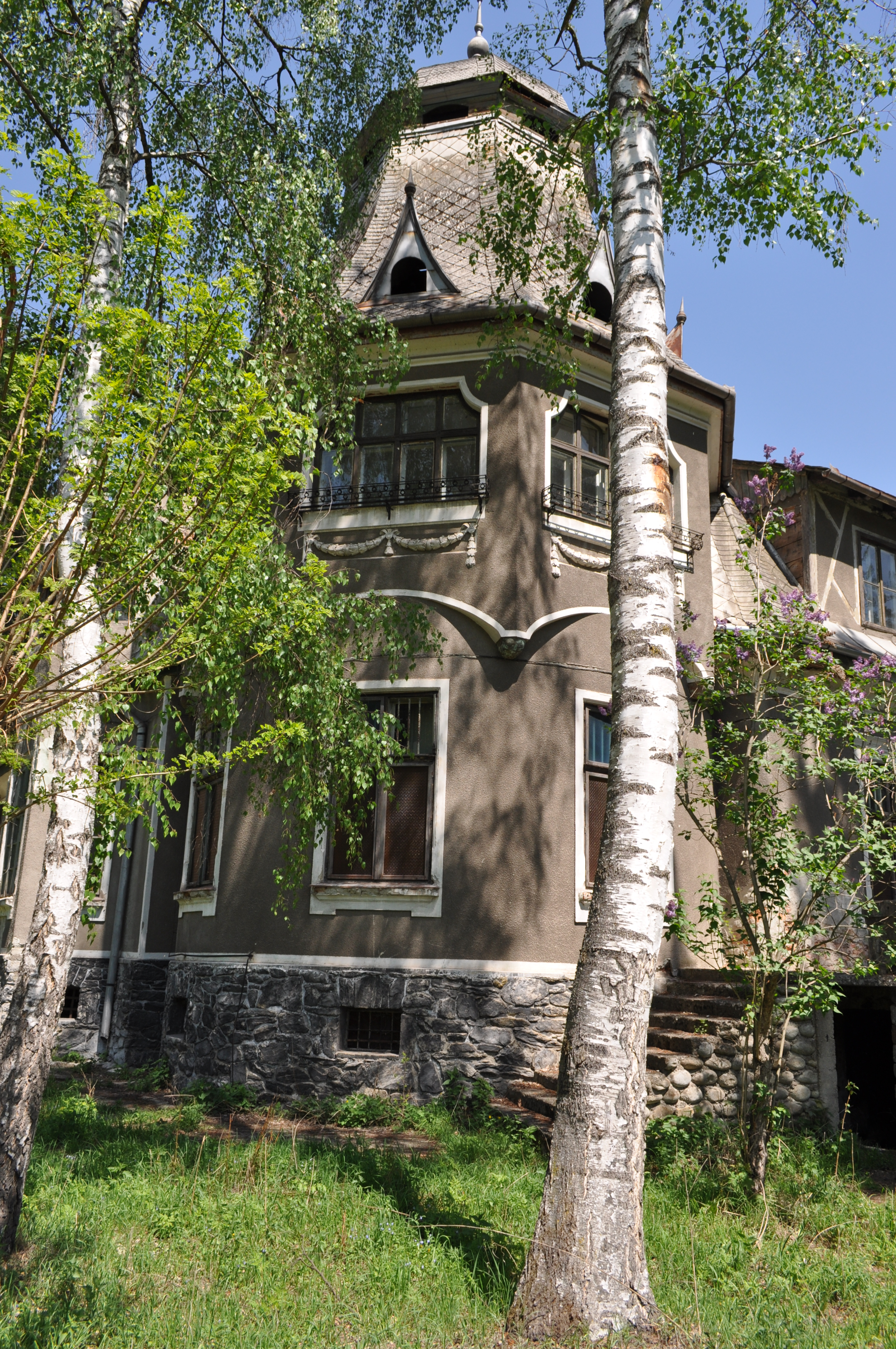
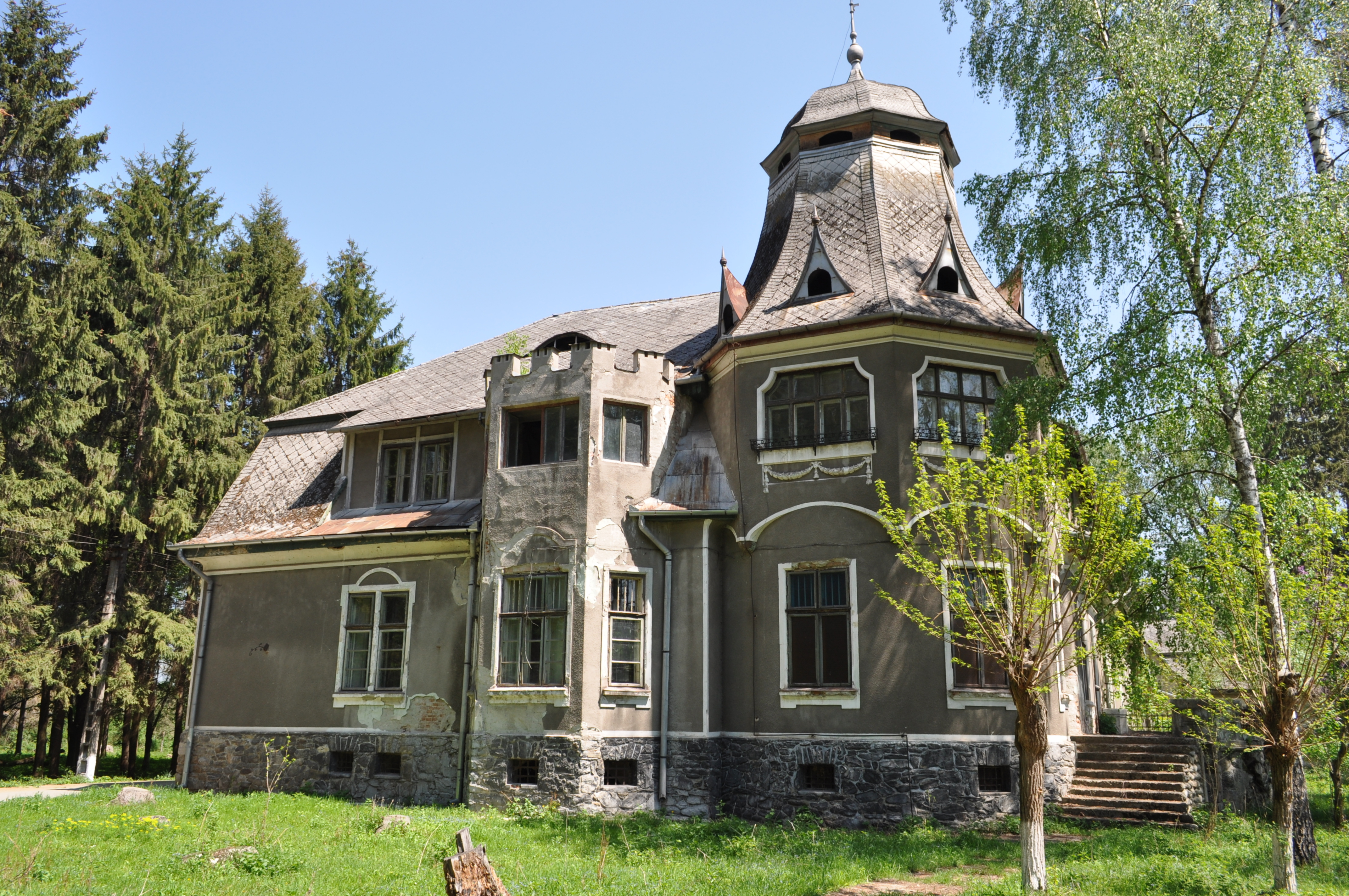
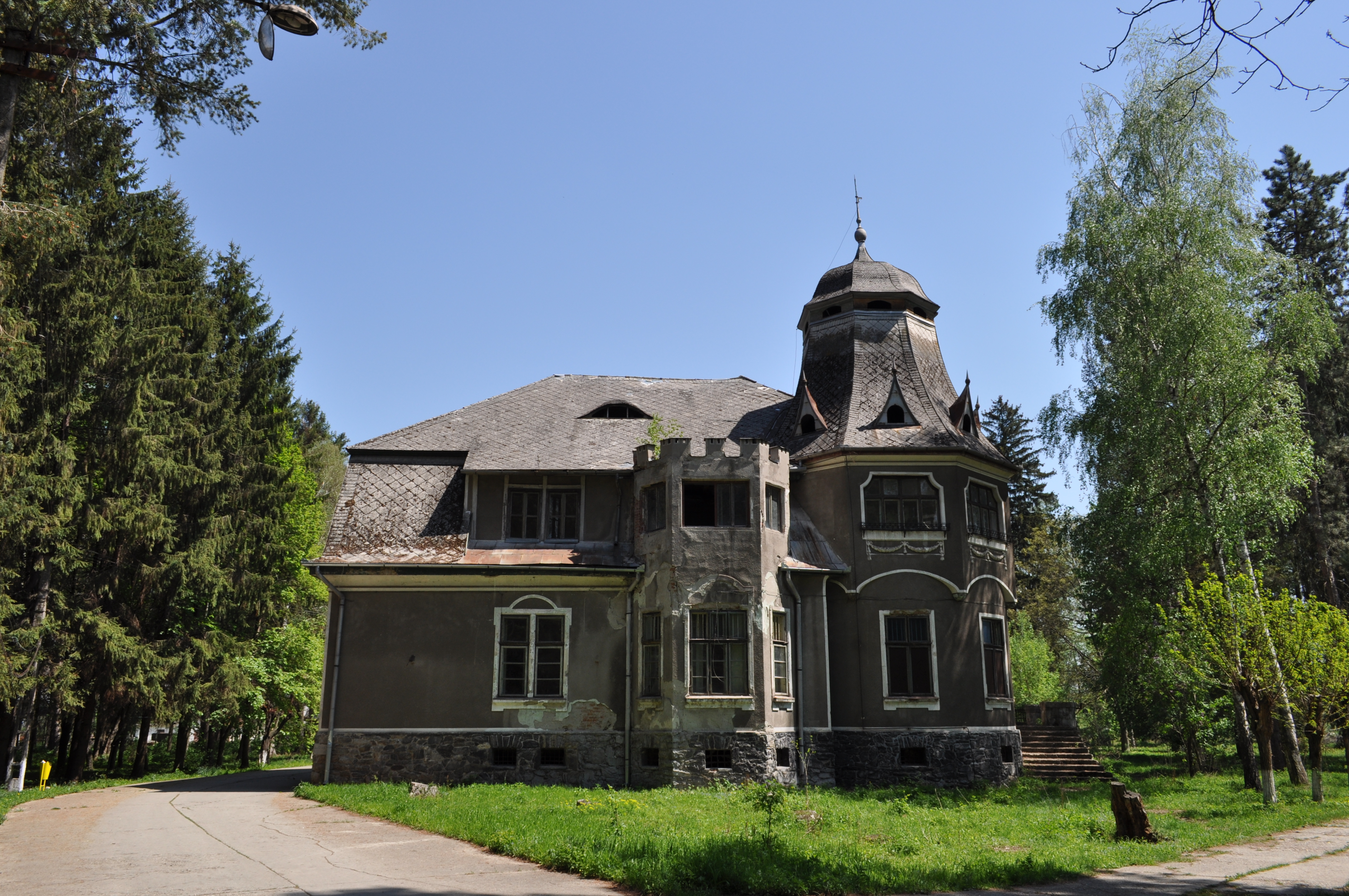
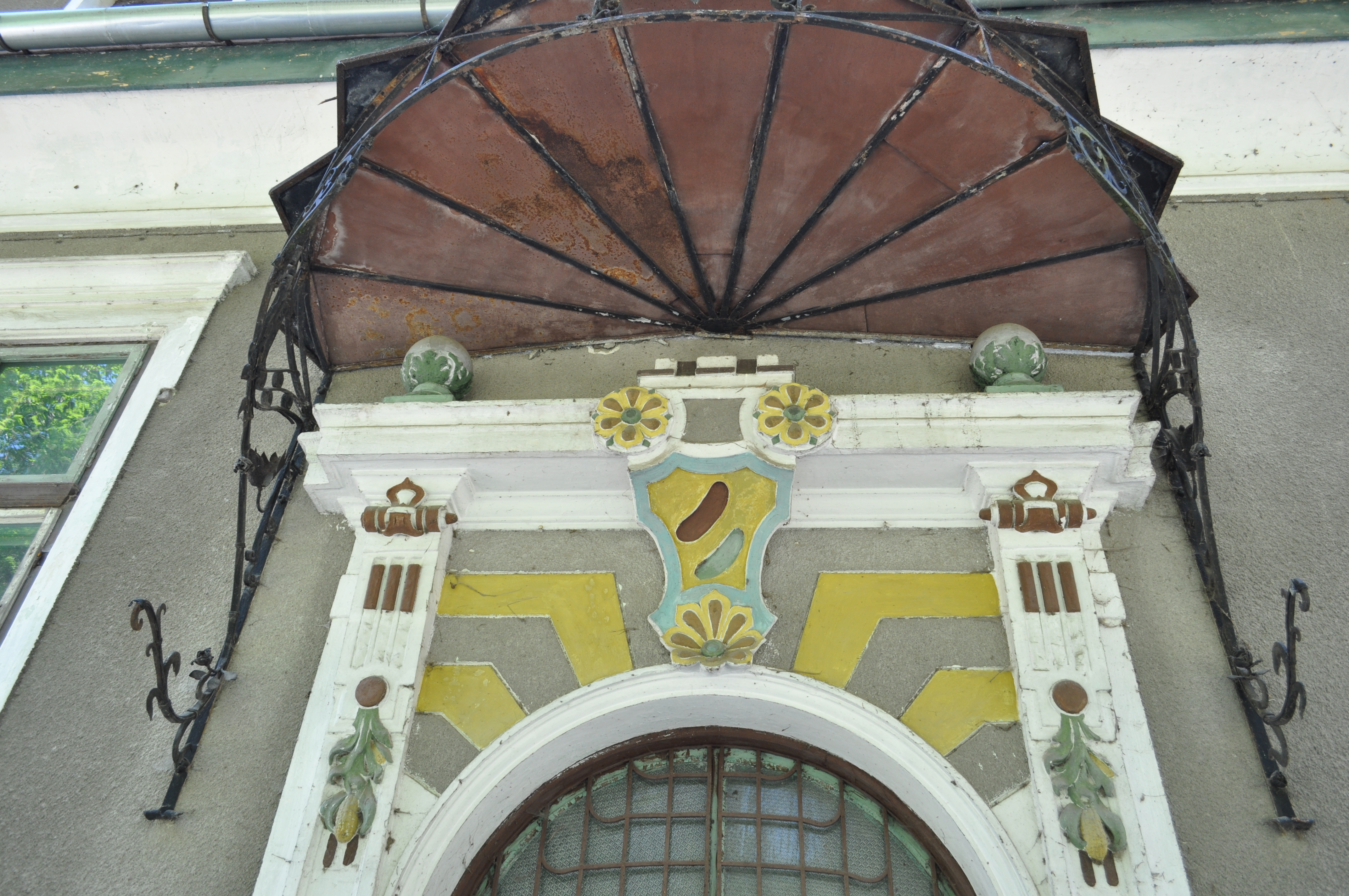
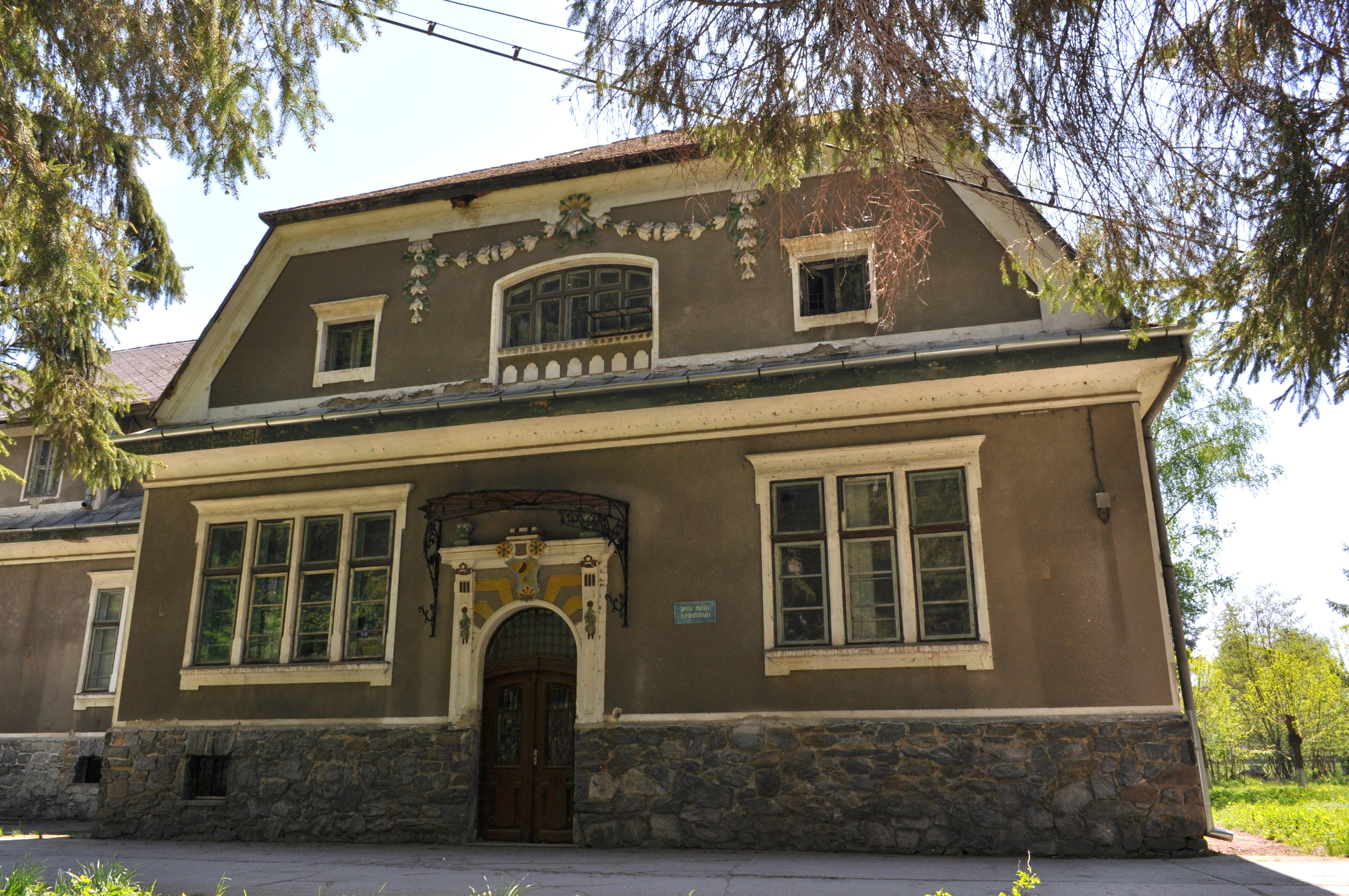